# Christian Dior (azienda)
Christian Dior SE (o più comunemente Dior) è una società europea (precedentemente francese come Christian Dior S.A.) specializzata nell'alta moda. Venne fondata da Christian Dior ed è di proprietà di Bernard Arnault, che è anche a capo di LVMH, il più grande gruppo di lusso al mondo. Dior detiene il 42,36% delle azioni e il 59,01% dei diritti di voto all'interno di LVMH.
Dior vende solo scarpe e abbigliamento. I vestiti di alta moda sono sotto la divisione Christian Dior Couture. Pietro Beccari è A.D. di Christian Dior Couture dal 2018.
I prodotti sono venduti in negozi al dettaglio in tutto il mondo, nonché attraverso il suo negozio online.

## Storia

### I primi anni ed il successo

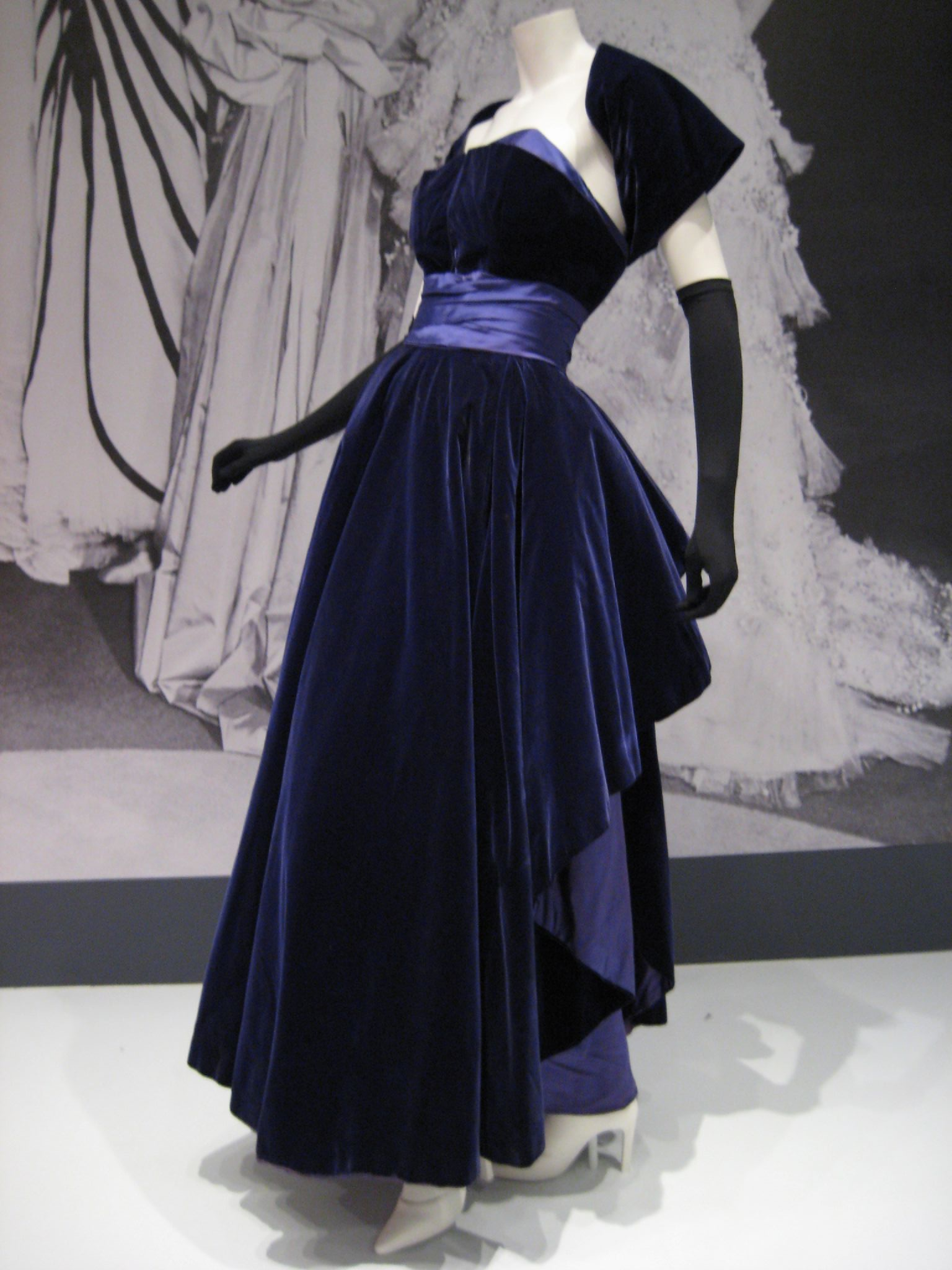
Abito Dior esposto all'Indianapolis Museum of Art.

Christian Dior nasce in Normandia e cresce a Parigi e si dimostra fin da giovanissimo amante dell'arte e dell'architettura, con uno spiccato gusto estetico.
Il padre Alexandre Louis Maurice Dior è un produttore di fertilizzanti e lo spinge nel 1925 a iscriversi all'Istituto di studi politici di Parigi per diventare diplomatico. Ciò nonostante la famiglia lo supporta anche economicamente quando nel 1928 apre una piccola galleria d'arte che a breve diventa tra le più quotate della capitale francese, proponendo artisti del calibro di Georges Braque, Jean Cocteau e Pablo Picasso.
Nel 1931 perde entrambi i genitori e un fratello e si trova in gravi difficoltà economiche a causa del crollo del business del padre, così inizia a vendere i suoi bozzetti e diventa illustratore per le Figaro. Inizia poi a collaborare, come assistente al disegno, con lo stilista Robert Piguet, fino agli anni della guerra mondiale in cui Dior è chiamato al servizio militare e a servire al fronte della Francia meridionale.
Christian Dior entrò nel mondo della moda nel 1941, lavorando dapprima come stilista freelance ed in seguito lavorando come assistente per Lucien Lelong a Parigi. I suoi abiti furono indossati "da alcune fra le più ricche donne del mondo". La maison Dior fu fondata il 16 dicembre 1946 al 30 di Avenue Montaigne a Parigi, grazie ai finanziamenti dell'uomo d'affari Marcel Boussac.
Il capitale iniziale dell'azienda fu di sei milioni, ed 80 impiegati. Il 12 febbraio 1947, Dior lanciò le sue prime collezioni moda, presentando i propri capi nei saloni della casa di moda. La collezione presentata si componeva di due parti, Corolle ed En Huit, ma fu universalmente riconosciuta come New Look, in seguito ad una affermazione entusiasta di Carmel Snow, editore di Harper's Bazaar. La rivoluzionaria collezione New Look ebbe un immediato e grandissimo successo, influenzando la moda a venire e riportando lustro a Parigi come capitale della moda, reputazione appannata dopo la seconda guerra mondiale. Le linee di Dior sono mal viste per l'epoca: le spalle sono arrotondate e la vita viene messa in evidenza da forme fluide ed allungate e voluminose gonne a corolla. I tessuti sono pregiati e sfarzosi, oltre 20 metri di stoffa erano necessari per realizzare un abito da sera. Collezione dopo collezione Dior rimodella il corpo delle donne riportando alla luce la bellezza e la spensieratezza del piacere. Le curve tornano ad essere protagoniste, oggetto di seduzione e armonia: la linea tulipano del 1953 evidenzia il seno e propone giacche dalle falde arrotondate. Dior rilancia la sensualità femminile riportando in auge indumenti del passato come corsetti e guêpière, abbandonati prima della guerra e si inserisce nel panorama modaiolo parigino come innovatore rivoluzionario.

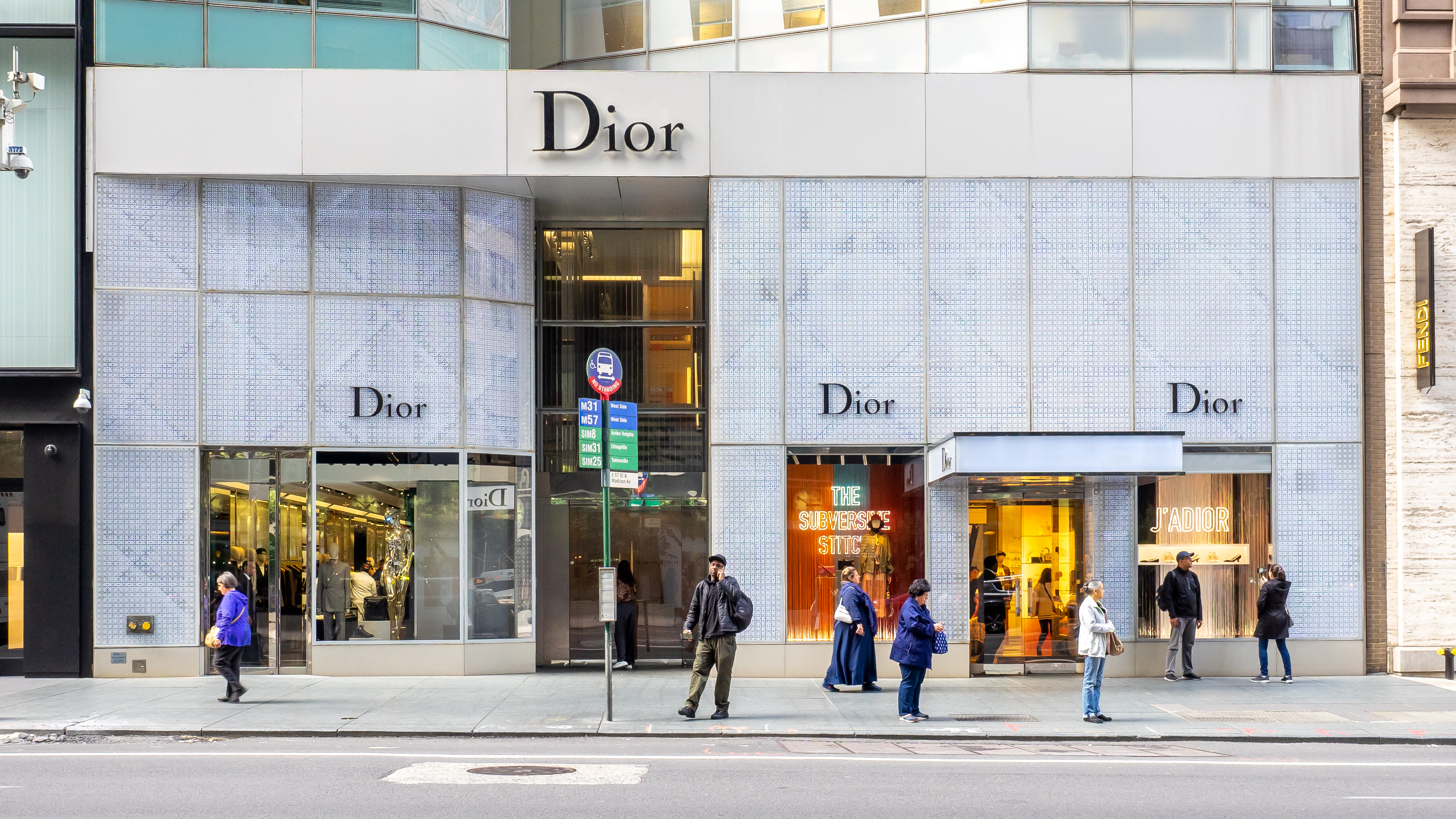
Store di Dior a New York

Nel 1947 vide la luce Miss Dior, primo profumo della maison, che prendeva il proprio nome da Catherine, sorella di Christian Dior. L'anno successivo Miss Dior fu commercializzato anche negli Stati Uniti, grazie ad un negozio aperto fra la 5th Avenue e la 57th Street. Alla fine dell'anno, l'azienda Dior fatturava il 75% delle esportazioni moda francesi ed il 5% delle esportazioni totali francesi. Dagli anni cinquanta la produzione Dior si espanse alle calze, pellicce, cappelli, guanti, borse, gioielleria, lingerie e sciarpe. Nel 1951 Dior disegnò l'abito per Marlene Dietrich per il film Paura in palcoscenico di Alfred Hitchcock. Dal 1953 cominciò un piano di espansione del marchio con la distribuzione dei prodotti Dior in Messico, Cuba, Canada, ed in Italia. Nel 1954 fu aperta la prima boutique Dior a Counduit Street, per poi aprire la Grande Boutique, aperta fra Avenue Montaigne e Rue Francois nel 1955. Nello stesso anno viene commercializzato il rossetto Dior, primo prodotto di cosmetica del marchio. Nel 1956 vengono disegnati gli abiti di Ava Gardner per il film La capannina. Christian Dior appare sulla copertina di Time del 4 marzo 1957, ma da lì a pochi mesi lo stilista morirà per un attacco di cuore.

### Gli anni successivi alla morte di Christian Dior

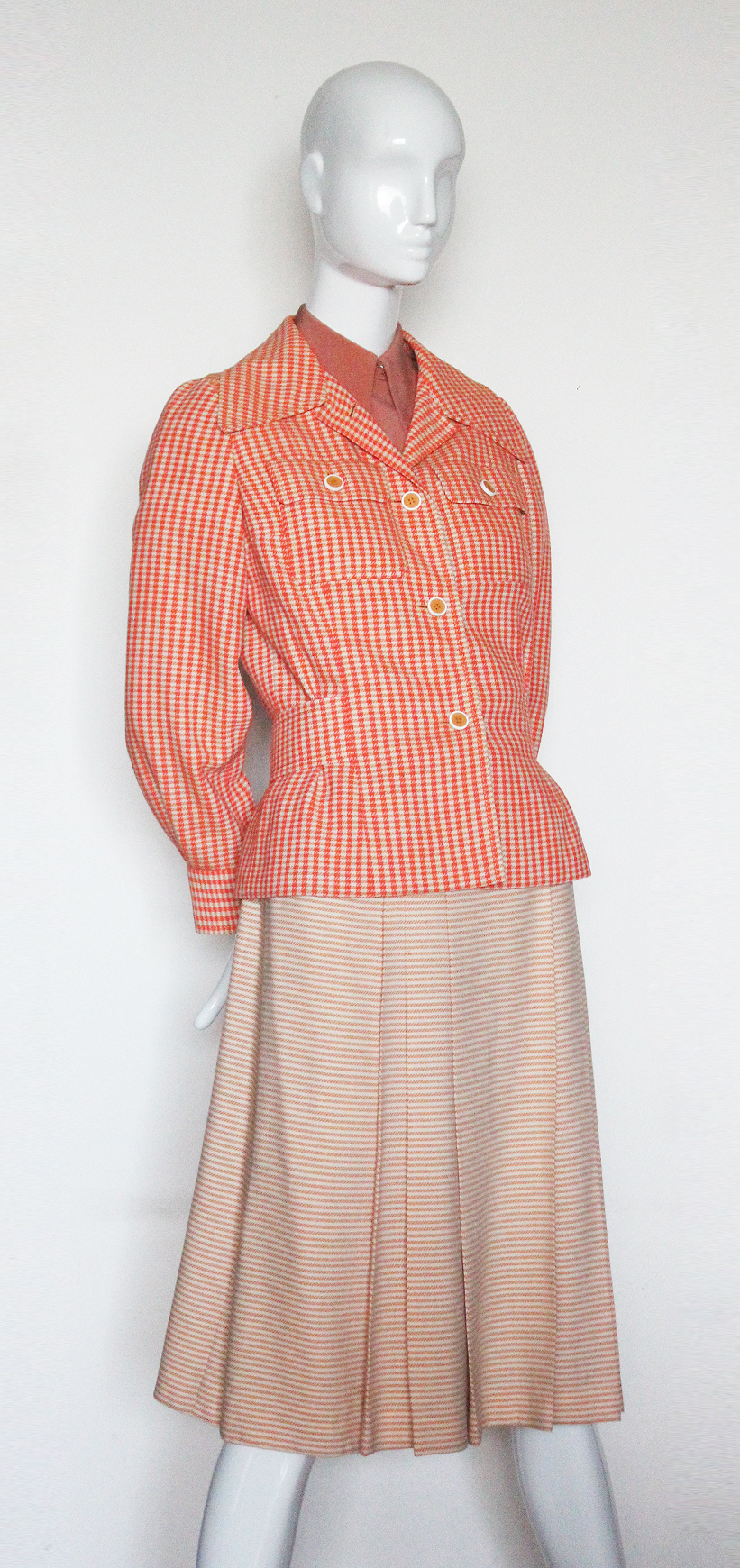
Abito di Christian Dior Haute Couture disegnato da Marc Bohan, primavera/estate 1973

Quello stesso anno verrà promosso direttore artistico della maison Yves Saint Laurent, all'epoca appena ventunenne, e da tre anni in forze all'azienda. La sua prima collezione, intitolata trapezio fu un trionfo. La collezione Souplesse, Légèreté, Vie fu aspramente criticata perché considerata troppo alternativa e ribelle per un brand come Dior, anche grazie ai numerosi riferimenti alla cultura dei biker. Saint Laurent nel 1960 dovette assolvere gli obblighi di leva e fu costretto a lasciare l'incarico per servire la Francia nella Guerra d'Algeria. Al termine del servizio di leva e superata una brutta depressione, Yves Saint Laurent avvierà con grande successo la propria attività. Il posto lasciato vacante dal giovane stilista fu immediatamente rilevato da Marc Bohan. Bohan riportò il marchio nella tradizione del suo fondatore, ottenendo grande riconoscenza dalle riviste di moda come Women's Wear Daily e da personaggi di grande spicco internazionale come Elizabeth Taylor. nel 1963 fu commercializzato il profumo Diorling, il primo dalla morte di Christian Dior e nel 1966 il celebre Eau sauvage. Ciò nonostante nel 1969 la linea profumi Dior fu venduta al gruppo Moët-Hennessy. Nel 1967, Philippe Guibourgé braccio destro di Bohan disegnò la prima collezione di prêt-à-porter del marchio Miss Dior, mentre nuove boutique furono aperte nel mondo. Nel 1970 fu lanciato il marchio Dior Homme, destinato alla moda maschile mentre nel 1975 fu la volta di Black Moon, primo orologio Dior licenziato da Benedom.
Gli anni ottanta rappresentano un periodo di forte crisi per il marchio. Per tale ragione, nel 1985 Bernard Arnault diventa, presidente del consiglio di amministrazione, amministratore delegato e managing director dell'azienda. Sotto la guida di Arnault, che focalizza la produzione Dior sull'haute couture, il marchio, diventato Christian Dior S.A. acquisisce il 32% dell'intero capitale di LVMH e viene nuovamente rilevato il marchio di Christian Dior Parfums. Nel 1988 la maison Dior e Bernard Arnault vengono celebrati da una retrospettiva organizzata nel Musée des Arts de la Mode al Louvre.
Nel 1989 il posto di direttore artistico di Marc Bohan, viene preso dall'italiano Gianfranco Ferré, la cui prima collezione viene premiata con il Dé d'Or. Ferrè riporta l'opulenza e lo sfarzo che la maison aveva nei tempi del suo fondatore, non solo nei vestiti ma anche nelle performance finanziarie. Altre boutique vengono aperte negli Stati Uniti ed in Giappone e nel 1990 viene commercializzata una nuova linea di orologi Bagheera. Nel 1995 si vede per la prima volta in mano alla Principessa Diana la Chouchou bag, poi rinominata "Lady Dior Bag" per la frequenza con cui veniva vista addosso all'amata principessa del popolo. Nel 1996 viene lanciata la prima linea di occhiali e nel 1997 Ferrè è sostituito da John Galliano. Nel 2000 viene assunto per la collezione prêt-à-porter maschile, al posto di Patrick Lavoix, lo stilista Hedi Slimane, che nel 2002 verrà riconosciuto come miglior stilista dell'anno dal Council of Fashion Designers of America. Nel 2005 la casa di moda festeggia il centesimo anniversario della nascita di Christian Dior, con la mostra "Christian Dior: Man of the Century", tenuta al Dior Museum di Granville. Nello stesso anno Galliano disegna Dior Christal, nuova collezione di orologi impreziositi da zaffiri. A seguito di un video in cui Galliano era ubriaco e rilasciava affermazioni antisemite lo stilista è stato licenziato.

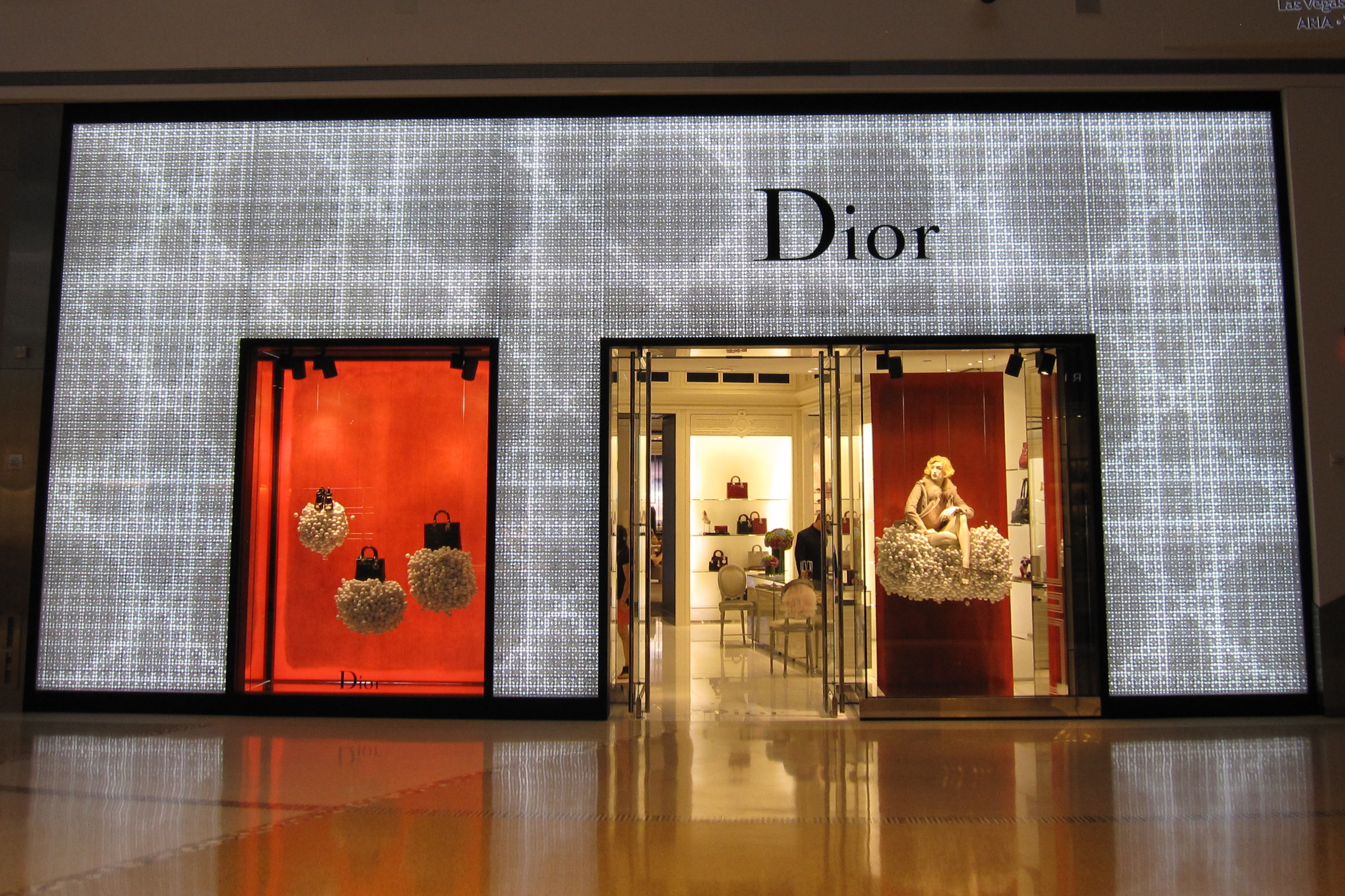
Boutique Dior a Buenos Aires, Argentina

Nel 2012 Raf Simons viene nominato direttore creativo dopo un anno dal licenziamento di John Galliano. Successivamente, nel 2016, Maria Grazia Chiuri diviene il nuovo direttore creativo della maison dopo la sua brillante carriera da Fendi e Valentino. Nel 2017 il gruppo Lvmh completa l'acquisizione del brand francese per 12 miliardi di euro rilanciandone le sorti ed i titoli sul mercato azionario. Oggi il brand è possieduto al 100% dal gruppo di Bernard Arnault, dal 2016 il direttore creativo è Maria Grazia Chiuri, prima donna a capo del brand di moda. La Chiuri ha dato al brand del lusso francese nuova linfa vitale, focalizzandosi non solo sugli abiti ma anche sui messaggi che portano con sé. La maglia con scritto we all should be feminist è diventata iconica ed il tema dell'emancipazione femminile è molto caro alla stilista che nel 2020 ha affidato all'artista Judy Chicago la scenografia della sfilata, tra i pannelli spiccava la domanda: "e se le donne governassero il mondo?". Maria Grazia Chiuri ha realizzato l'abito da sposa di Chiara Ferragni e Miranda Kerr. La stilista promuove un nuovo approccio al mondo della moda, che si traduce in sfilate che diventano spettacoli, collezioni di alta moda che diventano cortometraggi e decorazioni che diventano veri e propri messaggi per una generazione.
Nel 2021 Dior decide di presentare la sua collezione Haute Couture con un cortometraggio girato da Matteo Garrone che reinterpreta le figure dei Tarocchi marsigliesi, grande passione dello stilista francese ed estrapola il concetto del gender fluid e della libertà di autodefinizione.

### Il concetto di "New Look"
Il 12 febbraio 1947 Christian Dior presentò la sua collezione Corolle, fatta di abiti opulenti e romantici, che ottennero una istantanea popolarità. Gli abiti Dior volevano in qualche modo rappresentare una svolta rispetto agli anni della seconda guerra mondiale. Il giorno successivo alla sfilata Carmel Snow, caporedattrice della rivista statunitense Harper's Bazaar, parlò di Dior utilizzando l'espressione "New Look" (nuovo look), usando per la prima volta un termine in lingua inglese per definire ciò che ella considerava il massimo della haute couture francese. Il concetto di New look diverrà col tempo indelebilmente associato allo stile Dior. Nel 2020 il brand Dior è stato il protagonista della mostra "Christian Dior: Designer of Dreams" tenutasi al Museo delle arti decorative di Parigi e in versione online per via delle misure anti-Covid. Il brand è stato raccontato con oltre 70 creazioni che hanno fatto la storia della moda e bozzetti dello stilista.

### Personaggi famosi in Dior
Dior è stato scelto da Melania Trump, ex First Lady d'America, come stilista personale per le sue nozze. L'abito disegnato per lei da John Galliano è passato alla storia della moda non solo per il valore di 200.000 dollari, ma anche per essere stato adornato con 1.500 cristalli e per aver richiesto 550 ore di lavoro. Maria Grazia Chiuri ha curato anche la mise da sposa di Chiara Ferragni, realizzando un abito iconico e particolarissimo che si è aggiudicato decine di copertine e un record tra i dieci vestiti da sposa più costosi mai realizzati. L'influencer infatti ha speso 370.570 euro per l'abito con cui ha sposato Fedez nel 2018. Tra gli abiti iconici firmati dalla maison c'è quello che Sophia Loren indossa nel film Arabesque, del 1966. Il vestito, diventato iconico e copiatissimo per i red carpet, è stato disegnato apposta per la star da Marc Bohan, all'epoca direttore creativo di Dior.

## Profumi
Di seguito un elenco incompleto dei principali profumi lanciati sul mercato da Christian Dior.
Fra i profumieri ad aver lavorato con Dior si ricordano Annick Menardo, François Demachy, Thierry Wasser, Edmond Roudnitska, Olivier Polge, Francis Kurkdjian, Beatrice Piquet, Guy Robert, Pierre Bourdon, Maurice Roger, Jean-Louis Sieuzac, Olivier Cresp, Max Gavarry, Domitille Michalon, Bertrand Duchaufour, Louise Turner, Olivier Gillotin, Olivier Pescheux, Nathalie Gracia-Cetto, Carlos Vinals, Jean Martel, Calice Becker, Florence Idier, Jacques Cavallier, Jean Carles, Paul Vacher, Christine Nagel, Edouard Flechier, Carlos Benaim, Dominique Ropion e Nathalie Lorson.
Le fragranze Dior hanno ottenuto in più di dieci occasioni il prestigioso riconoscimento FiFi Award. Fra le fragranze premiate si ricordano Poison, Dune, Higher, Fahrenheit e J'adore e Dolce Vita.
| Profumo                           | Anno | Famiglia                    | Tipo   |
| --------------------------------- | ---- | --------------------------- | ------ |
| Miss Dior                         | 1947 | Cipriata - Fruttata         | Donna  |
| Diorama                           | 1949 | Floreale - Fruttata         | Donna  |
| Eau Fraiche                       | 1953 |                             | Donna  |
| Diorissimo                        | 1956 | Floreale - Mughetto         | Donna  |
| Diorling                          | 1963 |                             | Donna  |
| Eau sauvage                       | 1966 | Esperidata - aromatico      | Uomo   |
| Dioressence                       | 1970 |                             | Donna  |
| Diorella                          | 1972 | Cipriata - Floreale         | Donna  |
| Jules                             | 1980 | Floreale - Arancia Tuberosa | Uomo   |
| Poison di Dior                    | 1985 | Floreale - Arancia Tuberosa | Donna  |
| Fahrenheit                        | 1988 | Orientale - Boisé           | Uomo   |
| Dune                              | 1991 | Orientale - Floreale        | Donna  |
| Dolce Vita                        | 1995 | Orientale - Boisé           | Donna  |
| Hypnotic Poison                   | 1998 | Floreale - Arancia Tuberosa | Donna  |
| J'adore di Dior                   | 1999 | Floreale - Fruttata         | Donna  |
| Lily                              | 1999 | Floreale                    | Donna  |
| Remember Me                       | 2000 | Floreale - Verde            | Donna  |
| Higher                            | 2001 | Boisé - Aromatica           | Uomo   |
| Forever and Ever                  | 2002 | Floreale                    | Donna  |
| I Love Dior                       | 2002 | Floreale                    | Donna  |
| Dior Addict                       | 2002 | Orientale - Vanigliato      | Donna  |
| Higher Energy                     | 2003 | Boisé - Aromatica           | Uomo   |
| J'Adore Eau de Toilette           | 2003 | Floreale - Fruttata         | Donna  |
| Sweet Sun                         | 2004 | Floreale - Orientale        | Donna  |
| Pure Poison                       | 2004 | Floreale - Arancia Tuberosa | Donna  |
| Dior Addict Eau Fraîche           | 2004 | Orientale - Floreale        | Donna  |
| J'Adore 'Anniversaire en Or'      | 2004 | Floreale - Fruttata         | Donna  |
| Dior Me, Dior Me                  | 2004 | Floreale - Muschiato        | Donna  |
| Cologne Blanche                   | 2004 | Floreale - Muschiato        | Unisex |
| Eau Sauvage Vaporisateur Prestige | 2004 | Esperidata - aromatico      | Uomo   |
| Dior HOMME                        | 2005 | Boisé - floreale muschiato  | Uomo   |
| Miss Dior Cherie                  | 2005 | Cipriata - Fruttata         | Donna  |
| J'Adore Divinement                | 2006 | Floreale - Fruttata         | Donna  |
| Pure Poison Elixir                | 2006 | Floreale - Arancia Tuberosa | Donna  |
| Eau Sauvage Fraîcheur Cuir        | 2007 | Esperidata - aromatico      | Uomo   |
| Dior Homme Cologne                | 2007 | Esperidata - aromatico      | Uomo   |
| Fahrenheit 32                     | 2007 | Orientale - Boisé           | Uomo   |
| Escale à Portofino                | 2008 | Esperidata - Aromatica      | Donna  |
| Dior Homme Sport                  | 2008 | Esperidata - aromatico      | Uomo   |
| Escale à Pondichéry               | 2009 | Esperidata - aromatico      | Donna  |
| Joy by Dior                       | 2018 | Floreale - muschiato        | Donna  |
|                                   |      |                             |        |

## Testimonial

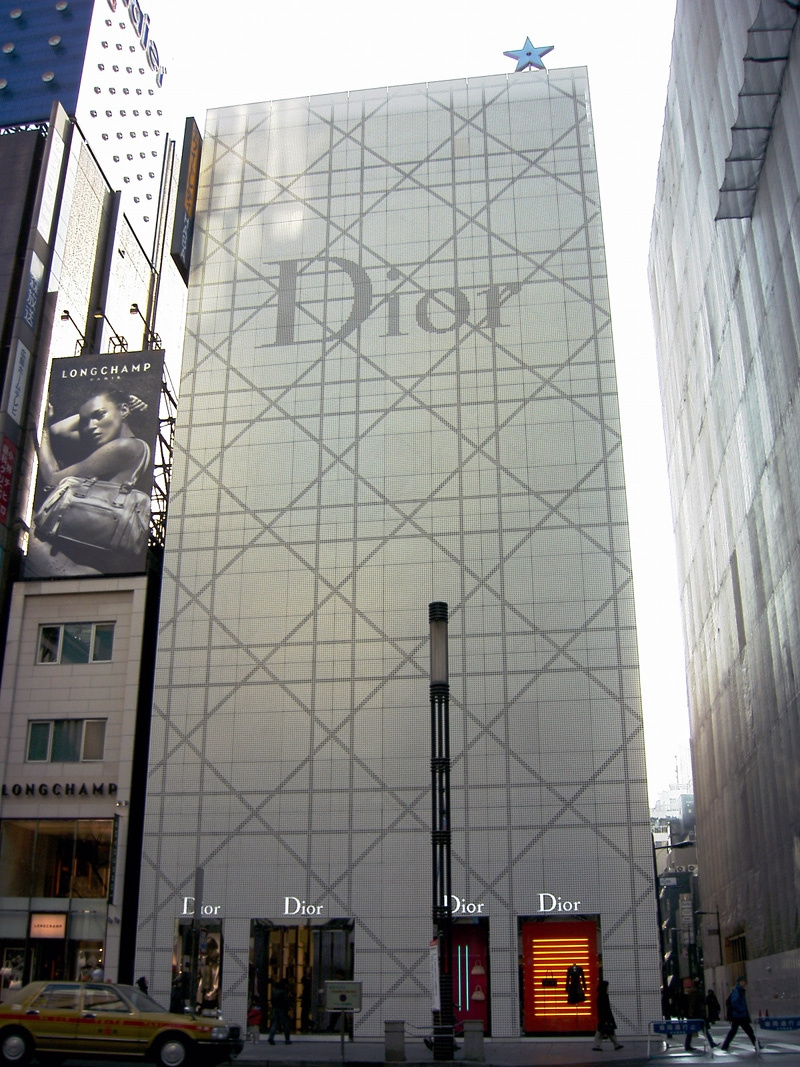
L'enorme negozio Dior a Tokyo nel quartiere Ginza in Giappone.

Nel corso degli anni l'azienda Dior ha sempre affidato la promozione dei propri prodotti a testimonial particolarmente prestigiosi. Non soltanto supermodelle come Maryna Linchuk, Elle Macpherson, Gemma Ward, Carla Bruni, Adriana Lima, Eva Riccobono, Alex Prv (Alessandro Privitera), Karen Elson, Gisele Bündchen, Stella Tennant o Carmen Kass sono apparse sulle passerelle e negli spot di Dior, ma anche attori ed attrici come Monica Bellucci (per il rossetto Dior Rouge, insieme a Samuele Riva), Milla Jovovich (per il profumo Hypnotic Poison), Jude Law (per il profumo Dior Homme), Charlize Theron (per J'adore), Eva Green (per Midnight Poison), Marion Cotillard (per la borsa Lady Dior), Natalie Portman (per il profumo Miss Dior) e Jennifer Lawrence (per la borsa Miss Dior, i rossetti Dior Addict e il profumo Joy by Dior). Fra le altre celebrità a vestire Dior si possono ricordare Gwen Stefani, Beyoncé, Paris Hilton, Linda Evangelista, Nicole Kidman, Hilary Swank, Melania Trump e Victoria Beckham.

## Distribuzione
Il marchio Christian Dior è distribuito in tutto il mondo, attraverso una capillare rete di punti vendita, disseminati praticamente sull'intero territorio internazionale e suddivisi fra grande distribuzione organizzata e boutique monomarca. In tutto si contano circa 160 punti vendita Christian Dior in tutto il mondo.

## Musée Christian Dior
Il 22 giugno 1988 la Villa Les Rhumbs, casa natale di Christian Dior, a Granville, nella Bassa Normandia, è stata trasformata in un museo dedicato alla vita ed alle opere dello stilista francese, chiamato semplicemente Musée Christian Dior.